# Vladimir Popescu
Vladimir Popescu (n. 29 martie 1950, București) este un inginer constructor, absolvent în 1976 al Institutului de Construcții București și politician român, membru din ianuarie 1990 al PNȚ-CD. A fost primar al sectorului 2 în perioada iunie 1996 - iunie 2000 din partea CDR. 
Din 1976 până în 1980 a fost inginer constructor la Direcția de Investiții a Ministerul Apărării Naționale. A fost obligat să părăsească M.Ap.N. pentru probleme politico-ideologice, mai exact spus pentru că avea rude în străinătate, precum și pentru refuzul de a intra în PCR. Între 1980-1990 a fost inginer la ISPH București, unde a proiectat mai multe lucrări hidrotehnice pe râurile Jiu și Dâmbovița. I-a fost desfăcut contractul de muncă de mai multe ori din motivele amintite mai sus. Între 1992 - 1996 a fost reprezentantul mai multor firme străine în România.

## Vezi și
- Lista primarilor sectoarelor bucureștene aleși după 1989

## Legături externe
- Ex-primarul Vladimir Popescu, urmarit penal - jurnalul.ro